# Stadtwerke Bad Nauheim
Die Stadtwerke Bad Nauheim GmbH (SWBN) sind der regionale Versorger der Stadt Bad Nauheim.

## Unternehmen

### Regionale Versorgung
Neben der regionalen Versorgung mit Strom, Wasser und Wärme sind die Stadtwerke Bad Nauheim auch im Bereich der Elektromobilität tätig und betreibt 28 Ladestationen für Elektrofahrzeuge (Stand: Herbst 2023).
In ausgewählten Gebieten wird neben Erdgas auch Fernwärme oder Kalte Nahwärme angeboten.
Das seit 2010 aufgebaute Glasfasernetz, an das über 2300 Gebäude angeschlossen sind, wurde im März 2024 von Yplay übernommen, welcher einen flächendeckenden Ausbau des Netzes im Stadtgebiet anstrebt.

### Öffentlicher Personennahverkehr
Die Stadtwerke Bad Nauheim bieten seit 1996 in der Kernstadt und den Stadtteilen vier Stadtbus-Linien an, die von der Stroh Bus Verkehrs GmbH betrieben werden:
- Linie FB-11: Bad Nauheim – Nieder-Mörlen
- Linie FB-12: Bad Nauheim Kaiserberg – Steinfurth – Wisselsheim – Rödgen – Bad Nauheim Bahnhof
- Linie FB-14: Bad Nauheim – Schwalheim
- Linie FB-15: Bad Nauheim Bahnhof – Rödgen – Wisselsheim – Steinfurth – Bad Nauheim Kaiserberg

Der entgegengesetzte Ringverkehr der Linien FB-12 und FB-15 wurde zum Fahrplanwechsel 2009/2010 eingeführt, um auf geänderte Abfahrts- und Ankunftszeiten am Bahnhof Bad Nauheim zu reagieren. Bis zu diesem Zeitpunkt fuhren beide Linien nur getrennt und ohne direkte Verbindung nach Steinfurth bzw. Rödgen und Wisselsheim.
Im Zuge der erneut gewonnenen Ausschreibung über weitere zehn Jahre soll der Fuhrpark zum Fahrplanwechsel am 15. Dezember 2024 mit sechs Elektrobussen ausgetauscht werden.

### Eigentümer & Beteiligungen
Das Stammkapital der Stadtwerke beläuft sich auf 7,7 Millionen Euro. Einziger Anteilseigner ist die Stadt Bad Nauheim. Die Stadtwerke Bad Nauheim sind zu 51 % an der Wettertal Netz Bad Nauheim GmbH & Co. KG beteiligt (die restlichen 49 % werden von den Oberhessischen Versorgungsbetrieben gehalten). Zudem besteht eine Beteiligung zu 3,79 % an der Windpark Söderwald GmbH & Co. KG.